# Galtee More
Galtee More (1894–1917) war ein Vollblut-Rennpferd und Deckhengst. Er wurde in Irland gezogen und in England trainiert.
In seiner Karriere als Rennpferd, die von 1896 bis 1897 andauerte, lief er dreizehn Mal und gewann elf Rennen. Im Jahr 1897, als Dreijähriger, errang er die englische Triple Crown, indem er die 2000 Guineas in Newmarket, das Derby in Epsom und das St. Leger in Doncaster gewann. Nach der Rennsaison 1897 wurde er an die russische Regierung verkauft.
Galtee More war ein erfolgreicher Deckhengst, der zahlreiche Sieger wichtiger Rennen in Russland, Ungarn und Polen zeugte. 1904 wurde er für 14.000 Pfund an das Gestüt Graditz nach Deutschland verkauft und zeugte auch hier zahlreiche Sieger. 1910 war er der Champion der deutschen Vaterpferde.
Im Januar 1917 wurde er für eine Reise zum Union Gestüt in Hoppegarten vom Zug abgeladen, als er sich am Hinterbein schwer verletzte. Er wurde per Schlitten zurück zum Gestüt gebracht und in Schlingen aufgehängt, in der Hoffnung ihn retten zu können. Es zeigte sich jedoch, dass das Hinterbein gebrochen und keine Hilfe möglich war. Er musste noch am gleichen Abend, im Alter von 23 Jahren, erlöst werden.

## Abstammung
| Vater Kendal (GB) 1883      | Bend Or 1877     | Doncaster      | Stockwell         |
| Vater Kendal (GB) 1883      | Bend Or 1877     | Doncaster      | Marigold          |
| Vater Kendal (GB) 1883      | Bend Or 1877     | Rouge Rose     | Thormanby         |
| Vater Kendal (GB) 1883      | Bend Or 1877     | Rouge Rose     | Ellen Horne       |
| Vater Kendal (GB) 1883      | Windermere 1870  | Macaroni       | Sweetmeat         |
| Vater Kendal (GB) 1883      | Windermere 1870  | Macaroni       | Jocose            |
| Vater Kendal (GB) 1883      | Windermere 1870  | Miss Agnes     | Birdcatcher       |
| Vater Kendal (GB) 1883      | Windermere 1870  | Miss Agnes     | Agnes             |
| Mutter Morganette (GB) 1884 | Springfield 1873 | St Albans      | Stockwell         |
| Mutter Morganette (GB) 1884 | Springfield 1873 | St Albans      | Bribery           |
| Mutter Morganette (GB) 1884 | Springfield 1873 | Viridis        | Marsyas           |
| Mutter Morganette (GB) 1884 | Springfield 1873 | Viridis        | Maid of Palmyra   |
| Mutter Morganette (GB) 1884 | Lady Morgan 1865 | Thormanby      | Windhound         |
| Mutter Morganette (GB) 1884 | Lady Morgan 1865 | Thormanby      | Alice Hawthorn    |
| Mutter Morganette (GB) 1884 | Lady Morgan 1865 | Morgan La Faye | Cowl              |
| Mutter Morganette (GB) 1884 | Lady Morgan 1865 | Morgan La Faye | Miami (Family: 5) |